# Пуритане (опера)
«Пурита́не» (итал. I puritani) — опера в трёх актах Винченцо Беллини на итальянское либретто графа Карло Пеполи по мотивам пьесы французских авторов Ансело и Сантина «Круглоголовые и кавалеры». Последнее и самое амбициозное произведение композитора, близкое по жанру к «большой опере». Премьера состоялась 24 января 1835 года в Париже в Итальянской опере, а в сентябре того же года Беллини не стало. 
«Пуритане» считаются одной из самых сложных для исполнения опер. Партия Артура особенно трудна для теноров, требуя двух высоких ре (D5) и фа (F5) в финале. Опера сочинялась специально для четырёх певцов — Дж. Б. Рубини (тенор), Джулии Гризи (сопрано), Антонио Тамбурини (баритон) и Луиджи Лаблаша (бас). Эти первые исполнители «Пуритан» впоследствии путешествовали как труппа и в течение многих лет составляли постоянный «пуританский квартет».
В «Пуританах» присутствуют характерные черты стиля Беллини: изысканные мелодии, сочетающие лирику и героику, раскрывают глубину эмоций героев, а масштабные сцены мастерски объединяют арии, ансамбли и хоры в едином динамичном потоке. Оркестр здесь играет более значимую роль, чем в предыдущих работах композитора, а характерные для эпохи романтизма образы бури и безумия достигают совершенства.

## Работа над оперой
После разрыва со своим постоянным либреттистом Феличе Романи композитор Беллини целый год не мог найти подходящего сюжета для новой оперы. Наконец в феврале 1834 года, перебравшись на постоянное жительство в Париж, он  заключил контракт с Итальянской оперой и договорился о создании либретто на сюжет из времён Кромвеля с не имевшим опыта в этой области радикальным журналистом Пеполи, которого он встретил в салоне княгини Бельджойозо. Композитор сам выбрал из пьесы Ансело и Сантина наиболее интересные эпизоды, составив своего рода оперный сценарий. 
Почти вся опера с рабочим названием «Пуритане и кавалеры» (первоначально двухактная) была написана на вилле полковника Левиса в Пюто. Созвучие названия оперы с одним из романов Вальтера Скотта случайно: сюжеты их не перекликаются. Беллини справедливо опасался, что революционный пыл Пеполи может обернуться затруднениями с цензурой, и требовал от него многократного переписывания некоторых текстов. После завершения работы над «Пуританами» он решил больше не рисковать и возобновить сотрудничество с Романи.
Другим источником беспокойства стали дошедшие до композитора сведения, что театр одновременно заказал новую оперу его сопернику Доницетти, и опасения, что премьера последней может «смазать» эффект от «Пуритан». Поначалу Беллини подозревал, что за этой интригой стоит Россини, но когда последний одобрительно отозвался о «Пуританах» после генеральной репетиции и стал помогать ему советами (в частности, предложил разбить произведение на три акта вместо двух), он пересмотрел своё мнение и писал друзьям, что теперь он для Россини «стал как сын» (хотя между ними было меньше десяти лет разницы).

## История постановок
С января по март 1835 года «Пуритане» с огромным успехом шли в Итальянской опере Парижа, и в дальнейшем «пуританский квартет» разъезжал с этим спектаклем по всей Европе. В мае квартет исполнял лучшие номера оперы в Кенсингтонском дворце по случаю 16-летия будущей королевы Виктории, для которой эта опера стала самой любимой (см. фильм «Молодая Виктория»).

Из цензурных соображений в некоторых театрах опера шла под названиями «Эльвира Уолтон», «Эльвира и Артуро» и т. п. Свободолюбивый текст дуэта басов (Suoni la tromba) смущал цензоров середины XIX века, которые не раз изымали эту сцену из постановок. Через год после премьеры партию Эльвиры впервые исполнила (в венецианском театре «Ла Фениче») Джузеппина Стреппони, и эта партия надолго стала «визитной карточкой» будущей супруги Верди. 

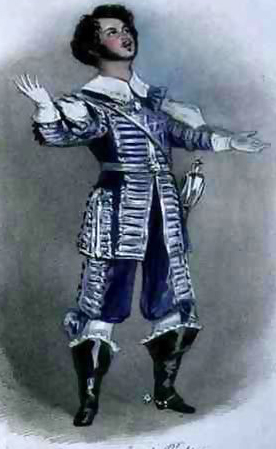
Тенор Рубини в опере «Пуритане»

В 1843 году Рубини и Тамбурини вместе с Семёном Артемовским исполняли «Пуритан» на петербургской сцене. В первой в России постановке (1840) участвовали Осип Петров и его жена Анна, которая в этой опере исполняла баритональную партию Ричарда и сорвала голос, что стало причиной её преждевременного ухода с театральной сцены. 
В 1834 году Беллини подготовил отдельную редакцию оперы для неаполитанского театра «Сан-Карло», где партию Эльвиры должна была петь знаменитая Малибран. В «неаполитанской» редакции сохранено деление на два акта и некоторые изъятые из «парижской» редакции музыкальные номера. Когда дело дошло до постановки, Малибран уже уехала из Неаполя и партитуру отправили в архив. Впервые эта редакция оперы была поставлена лишь в 1986 году — в театре Петруцелли (Бари) при участии Кати Риччарелли и Криса Меррита.
Во второй половине XX века партию Артура с наибольшим успехом исполняли Краус и Паваротти, а также Лаури-Вольпи, Ди Стефано, Гедда. Среди множества первоклассных певиц, исполнявших роль Эльвиры, — такие королевы оперной сцены, как Мария Каллас, Джоан Сазерленд и Беверли Силлс.

## Действующие лица
| Лорд Уолтер Уолтон, предводитель пуритан | бас     |
| Эльвира, его дочь                        | сопрано |
| Сэр Джордж Уолтон, брат лорда Уолтона    | бас     |
| Лорд Артур Тальбот                       | тенор   |
| Сэр Ричард Форт, друг лорда Уолтона      | баритон |
| Сэр Бруно Робертсон, полковник           | тенор   |
| Королева Генриетта, вдова Карла I        | сопрано |
| Солдаты, дамы и кавалеры                 |         |

## Содержание
Действие происходит в Англии во время революции 1640-х годов.

### Акт первый
В первом акте интродукция рисует пробуждение крепости: за перекличками труб за сценой следует энергичный хор солдат. За молитвой в форме квартета звучит танцевальный праздничный хор, контрастирующий с арией Ричарда «Ах, навек тебя утратил». Её возвышенная медленная часть завершается виртуозной каденцией, а выразительный речитатив подчёркивает драматизм. Появление Артура в третьей картине с протяжной арией «Дорогая, любовь бывало» (A te, o cara) перерастает в масштабный квартет с хором. Особой популярностью пользуется полонез Эльвиры «В венчальном наряде», где восторг невесты передаётся выразительными средствами колоратуры. Этот номер плавно сливается с квартетом и хором. 

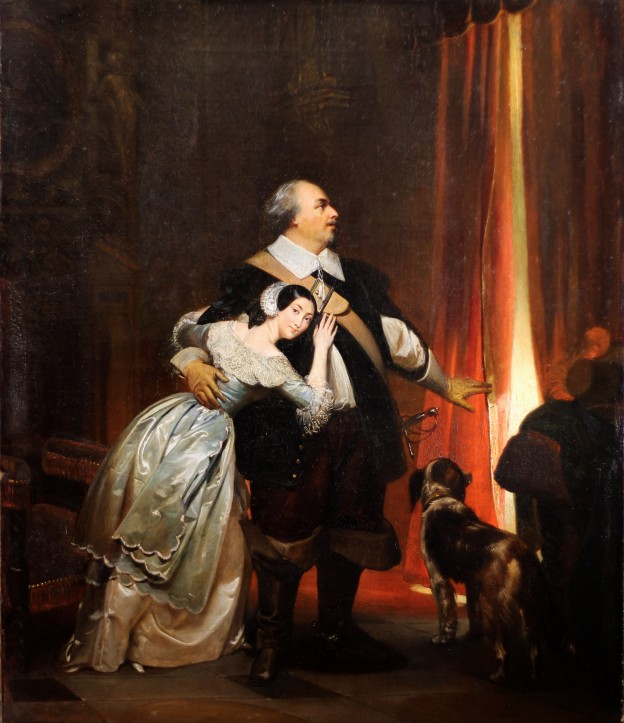
Лаблаш и Гризи в «Пуританах» (1839)

- Сцена первая. Крепость около Плимута

Полковник Бруно обходит военные посты крепости. Крепость охраняется войсками Кромвеля, которыми командует Сэр Уолтер. На смотровой площадке замка показываются Эльвира, Ричард, сэр Джордж и Артур. Они любуются полной луной. Ричард спускается вниз к Бруно. Он жалуется полковнику на то, что сэр Уолтер обещал ему руку своей дочери Эльвиры, но теперь, когда он приехал в крепость, он узнал, что Эльвира дала слово другому — роялисту Артуру, а сэр Уолтер предоставил ей свободу выбора, заявив, что не будет заставлять любимую дочь выходить замуж без её желания.
- Сцена вторая. Комната Эльвиры

Сэр Джордж сообщает Эльвире, что несмотря на политические разногласия, её отец согласен на брак с Артуром. Эльвира счастлива.
- Сцена третья. Оружейная зала в замке

Артур в сопровождении свиты прибыл на официальную помолвку (знаменитая ария Артура: A te, o cara). Его слуги вносят в залу богатые свадебные подарки. Среди них драгоценное подвенечное покрывало. Эльвира, сэр Уолтер и сэр Джордж благосклонно принимают подарки. Свадьба состоится вечером. Хозяева и свита уходят. В зале задержался Артур и госпожа Вильфор, которая содержится в крепости в качестве узницы. Узнав, что Артур роялист, госпожа Вильфор открывает свою тайну: она королева Генриетта — вдова казнённого пуританами короля Карла I, и ей грозит смерть. 
Артур решает спасти королеву. Возвращается Эльвира и сэр Джордж. Эльвира пытается шутить с женихом, но Артур рассеян и отвечает невпопад. Сэр Уолтер зовет дочь и брата, и они уходят. Артур вновь наедине с королевой. Он набрасывает на Генриетту подвенечное покрывало и выводит её из крепости под видом своей невесты. Внезапно появляется Ричард. Он требует, чтобы Артур показал, кого он увозит, думая, что тот похищает Эльвиру. Увидев Генриетту, которую он не знает в лицо, убедившись, что это не Эльвира, Ричард пропускает Артура и королеву. Входят Уолтер, Эльвира, Джордж, Бруно. Они готовы к свадьбе, но жениха нет. Ричард сообщает, что Артур только что сбежал с другой женщиной. Эльвира впадает в безумие.

### Акт второй
- Лагерь пуритан возле крепости

Сэр Джордж сокрушается о безумии его племянницы Эльвиры. Входит Ричард. Он сообщает, что Артур схвачен, и парламент приговорил его, как пособника бегства королевы, к смертной казни. Появляется Эльвира. Она безумна, повсюду ищет Артура, рассказывает о своей первой встрече с женихом, о своей любви к нему. Cцена безумия Эльвиры («То Артура голос чудный...») — кульминация второго акта и оперы в целом: тонкий сплав речитативов, изысканной кантилены и виртуозных пассажей, отражающий резкие смены её душевных состояний. 

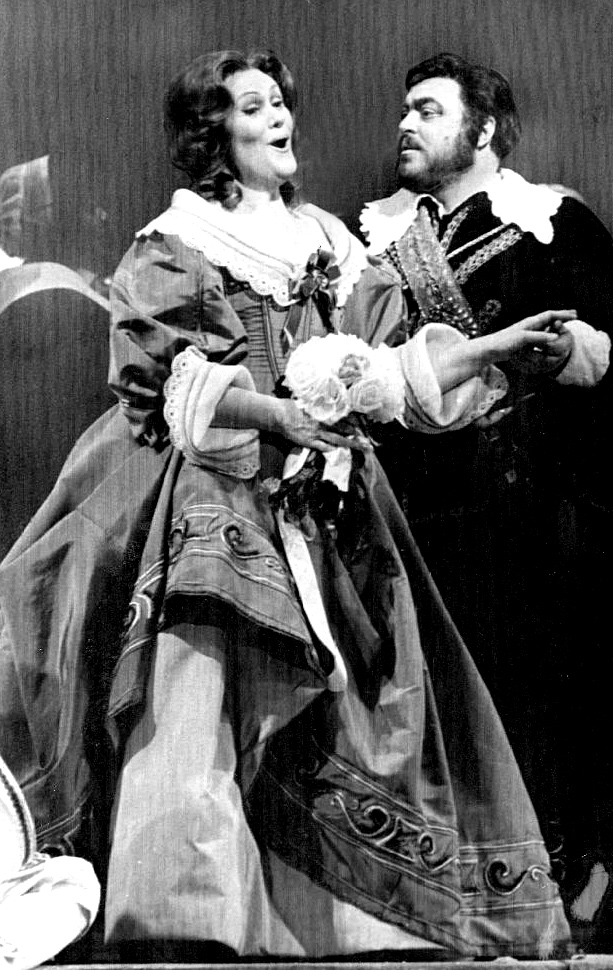
Лучано Паваротти и Джоан Сазерленд в ролях Артура и Эльвиры (1976)

Джордж уверен, что только встреча с Артуром вернет Эльвире рассудок. Он просит Ричарда спасти жизнь Артура, говоря, что за смертью Артура незамедлительно последует и смерть Эльвиры, и, таким образом, Ричард будет повинен в смерти обоих влюблённых, призраки которых будут преследовать его всю жизнь. В конце концов Джорджу удается переубедить Ричарда, взывая к его душе и совести. Финал акта необычен дуэтом басов Ричарда и Джорджа (Suoni la tromba), звучащим как призыв пожертвовать всем — любовью, счастьем и жизнью — ради свободы и родины. Величавая мелодия сначала звучит у валторны, а в завершении переходит к солирующей трубе.

### Акт третий
- Сад вблизи крепости

Артур бежал из темницы, но не хочет уезжать, не повидав Эльвиру. Приходит Эльвира. Она все ещё безумна. Артур подбегает к ней, в этот момент рассудок Эльвиры проясняется — она узнает своего жениха. Теперь она прежняя Эльвира. Артур объясняет ей, что бежал только для спасения королевы, а любит только её и верен ей. Внезапно появляются солдаты, а с ними сэр Джордж и Ричард. Артур вновь схвачен и будет казнен. Эльвира в ужасе и снова на грани помешательства. 
Общее выражение чувств основными героями превращается в ансамбль «Мысль, что изменник я...» (Credeasi, misera), во время которого партитура требует от тенора взять ноту фа⁵, а это предел возможностей даже для тенора-альтино. Подавляющее большинство теноров (со времени прекращения использования falsettone) транспонирует этот пассаж, беря более доступную ре-бемоль⁵, хотя есть и исключения (например, Н. Гедда и Л. Браунли).
За полторы минуты до конца оперы (по принципу deus ex machina) появляется посланец Кромвеля с письмом: Стюарты разгромлены, гражданская война закончилась полной победой парламента, и все пленники помилованы. Артур и Эльвира могут соединиться навеки, и ничто более не нарушит их счастья.
Третий акт отходит от традиционных замкнутых форм, представляя две протяжённые сквозные сцены. В них оркестровые эпизоды, хоры и дуэты органично перетекают друг друга, а романтические пейзажи переплетаются с драмой персонажей. Оркестровое вступление с изображением бури — словно репетиция эмоционального речитатива Артура. Романс Эльвиры «У источника печальный трубадур» сопровождается арфой, но строфы прерываются отрывистыми хоровыми репликами. Даже дуэт Артура и Эльвиры «На мгновение тебя увидев» нарушает традицию: его свободное развитие, лишённое повторов, прерывается вторжением хора солдат. 